# KV-1
O Kliment Voroshilov 1 (em homenagem ao militar soviético Kliment Voroshilov), foi um blindado da série de carros de combate pesados Kliment Voroshilov, desenvolvidos durante a Segunda Guerra Mundial pela União Soviética, e utilizado pelo Exército Vermelho. A série KV abriu caminho para o desenvolvimento da série IS, sendo que os blindados desta série ficaram ativos do final da Segunda Guerra Mundial até meados dos anos 70.
O KV-1 e o KV-2 eram conhecidos por sua blindagem pesada durante a parte inicial da guerra, especialmente no primeiro ano da invasão alemã da União Soviética. Em determinadas situações, um único KV-1 ou KV-2 apoiado pela infantaria era capaz de deter a ofensiva do inimigo. Blindados alemães naquele tempo eram raramente utilizados em combates diretos contra um KV-1 ou KV-2, já que seus armamentos eram ineficientes contra o "Russischer Koloss" ("Colosso Russo", em alemão).

## Desenvolvimento
Depois dos maus resultados obtidos com o blindado pesado multi-torreta T-35, os projetistas soviéticos começaram a procurar um novo design. O T-35 reuniu os pressupostos requisitos para um "blindado de ruptura" da década de 1920, com grande poder de fogo, porém pouca mobilidade e proteção. A Guerra Civil Espanhola demonstrou a necessidade de proporcionar uma maior proteção aos blindados, e esta foi a principal influência dos designers soviéticos antes do início da Segunda Guerra Mundial.
Vários projetos antes de iniciar um protótipo foram estudados. Todos eles eram fortemente blindados, usavam suspensão do tipo barra de torção, esteiras largas, e na sua fabricação utilizava-se aço laminado, moldagem e soldagem. Um dos projetos principais foi o SMK, que diminuiu o número de torres do T-35 de 5 para 2, com a mesma combinação de armas. Finalmente, quando a construção de dois protótipos foi encomendada, decidiu-se por um design com uma única torre, eliminando o excesso de peso para adicionar mais blindagem. O pequeno tamanho do chassi e da torre única permitiu adicionar mais blindagem para o veículo, mantendo o seu peso dentro de limites razoáveis.

## Serviço em combate
Ao entrar na Guerra de Inverno, os soviéticos enviaram os protótipos para serem testados em condições de combate. A blindagem do KV-1 provou ser a mais eficiente contra as armas anti-tanque finlandesas. Rapidamente, foi ordenada a produção do blindado, tanto o modelo original, armado com um canhão de 76,2 milímetros (designado como KV-1), quanto o modelo equipado com um obus de 152 milímetros (designado KV-2).
No início da Operação Barbarossa, o Exército Vermelho foi equipado com 508 blindados KVs. A melhor característica do KV-1 era sua blindagem, tanto nas partes frontal, lateral e traseira, o que lhe deu a capacidade necessária para suportar projéteis de 37 milímetros e 50 milímetros alemães. Apenas o canhão de 88 milímetros alemão (ou suas variantes), como o 8.8 cm Flak 18 Selbstfahrlafette Auf Zugkraftwagen 12 t eram capazes de destruí-lo à distâncias normais, porém essas armas eram muito escassas em 1941.
Durante os dias 23 e 24 de junho de 1941, um único KV-2 foi capaz de imobilizar o avanço da 6.ª Divisão Panzer em direção a uma ponte sobre rio Dubissa, na Lituânia, atrasando o avanço para Leningrado. Os soviéticos o apelidaram de "Mata-nazistas". Durante a Batalha de Moscou, uma divisão de blindados KV-1 em conjunto com alguns T-34 parou o 2º Grupo Panzer comandado por Heinz Guderian em Mzensk, nos arredores de Orel. O alívio veio do 2º Exército, que conseguiu salvar as tropas de Guderian, que estavam sendo totalmente destruídas.
Suas desvantagens eram sua lentidão, pouca capacidade de manobra, uma péssima transmissão, baixa visibilidade e baixa ergonomia. As 45 toneladas do KV-1 excedeu o peso da maioria dos blindados de seu tempo, era duas vezes mais pesado do que o mais pesado blindado alemão. No final de 1942, os alemães tinham um número crescente do canhão anti-tanque PaK 40, de 75 milímetros (considerado um dos melhores canhões anti-tanque da guerra), capaz de perfurar a blindagem do KV-1, então, a principal vantagem que possuía em relação ao T-34 desapareceu.
Mesmo com adição de novos modelos de canhões de 76 milímetros, foi ordenada em 1943 que a produção do KV-1 e do KV-2 fosse descontinuada, para focar na produção do T-34, que nessa altura já estava com sua versão T-34-85, considerado um dos melhores blindados da guerra.

## Variantes
KV-1S (melhoramento da mobilidade e modificação da torre)
KV-ZIS-5 (KV-1 com melhor blindagem e com o canhão ZIS-5)
KV-85 (KV-1S com o mesmo canhão do T-34-85 e que também serviu para o desenvolvimento da série IS).

## Ligações Externas
http://www.areamilitar.net/DIRECTORIO/TER.aspx?nn=146
http://anvfeb-ww2.livreforum.com/t12-o-incrivel-combate-de-1-contra-43
http://www.clubedosgenerais.org/site/artigos/10/2013/08/a-batalha-de-raisenai/